# Chiesa di San Giorgio (Peio)
La chiesa di San Giorgio è un luogo di culto cattolico del comune di Peio dell'arcidiocesi di Trento. Anticamente era intitolata ai Santi Giorgio e Lazzaro. Il 23 aprile di ogni anno la comunità festeggia il santo titolare.

## Storia

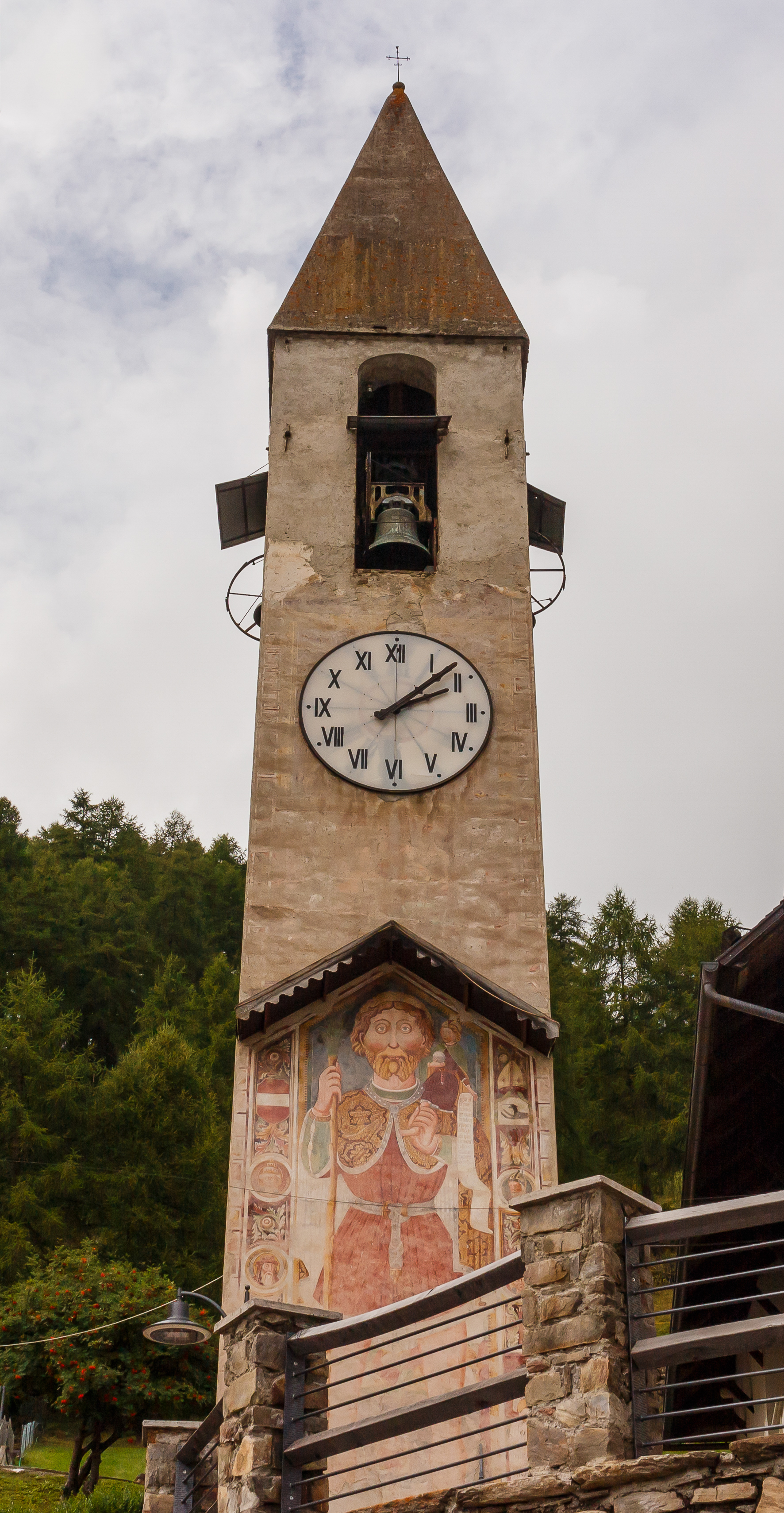
Il campanile della chiesa, con il grande affresco di san Cristoforo

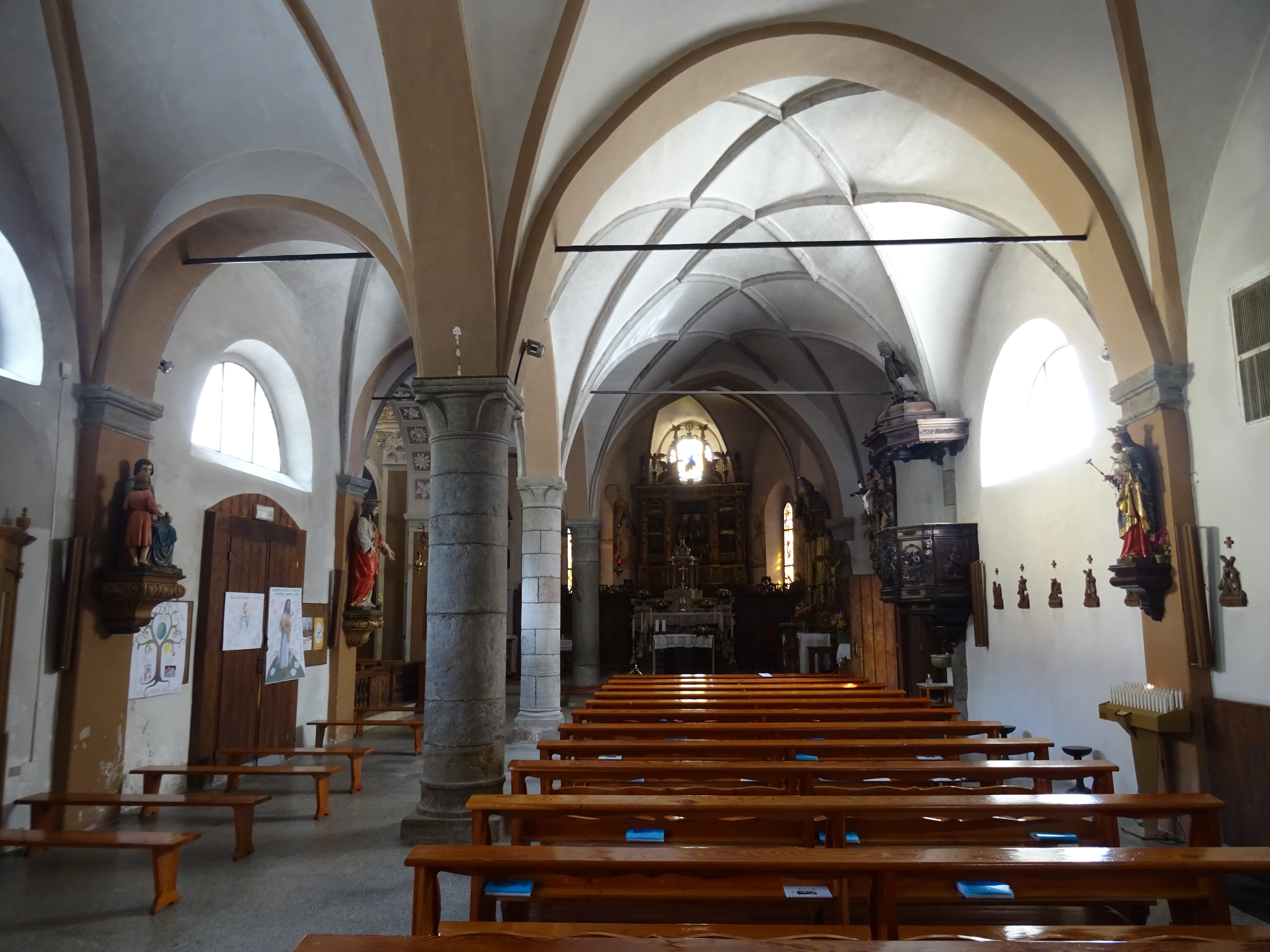
Interno

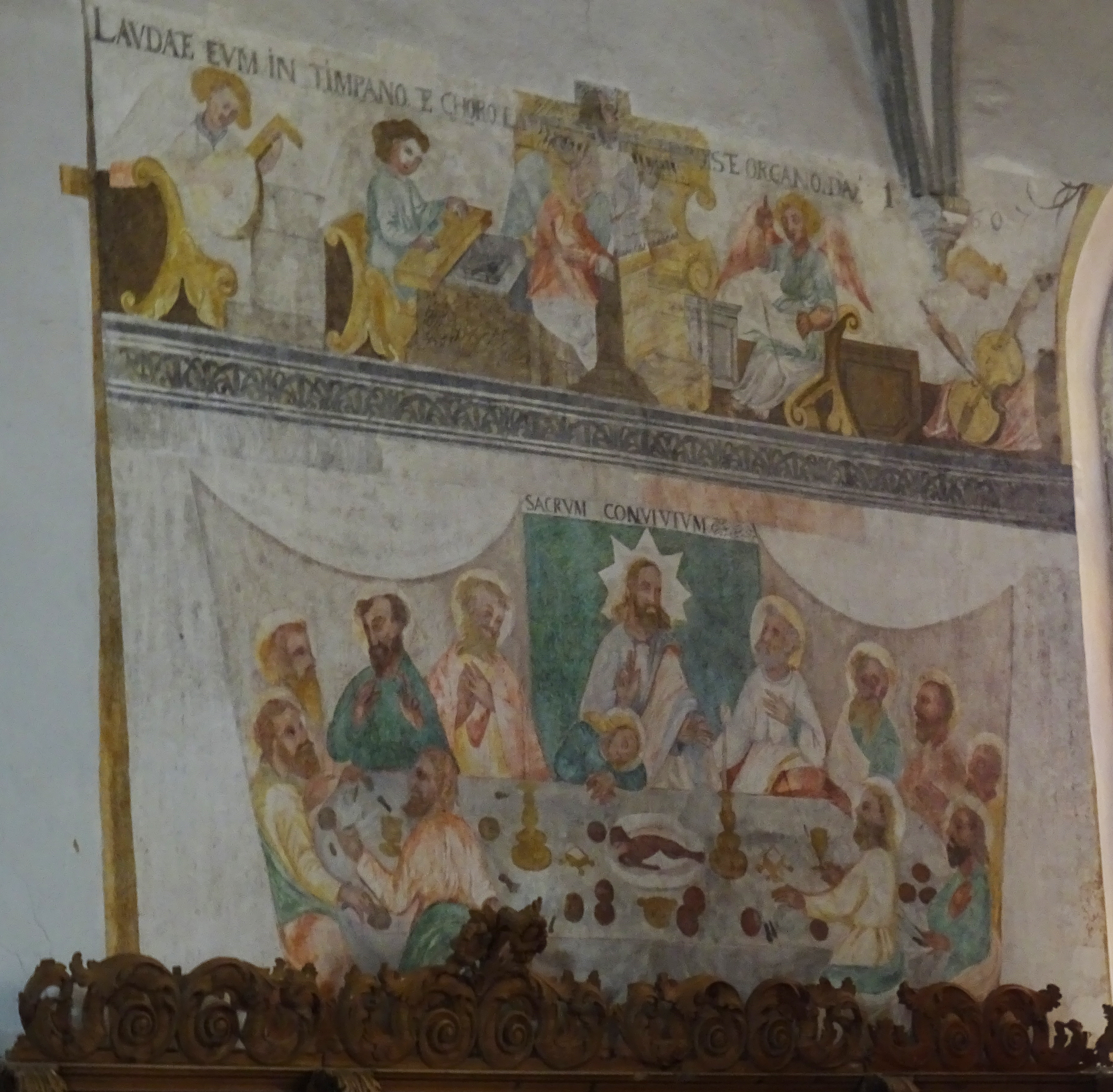
Affresco dell'Ultima Cena nel presbiterio

causa i molti incendi dai quali fu distrutto il paese ..."»
(don Giuseppe Baggia febbraio del 1899)
Il primo documento che attesta la presenza di una chiesa a Peio risale al 1380 con la nomina di un cappellano, come documentato dal Catalogo del Clero Diocesano che conferma anche la mancanza di ulteriori informazioni causa i continui incendi che distrussero l'abitato di Peio.

In un documento del 1384 si evince quando la chiesa ottenne il titolo di curazia.  La posa del fonte battesimale e la presenza di un rappresentante del clero stabile è documentata il 14 febbraio 1481 , ottenuto grazie al vescovo Giovanni Hinderbach: "ita ut illi de Peio eidem capellano debitam provisionem de victu faciant".  Nella metà del XV secolo la chiesa era stata ricostruita, unica testimonianza della costruzione originaria è l’architrave dell'antico portale d’ingresso, poi posto lateralmente, che riporta la data 1252, anche se fu per molto tempo individuata come 1535. Nella ricostruzione del XV secolo furono aggiunti gli affreschi opera dei bergamaschi Giovanni e Battista Baschenis. La sacrestia fu costruita solo nel 1595 sul lato destro esterno dell'edificio. Il tetto aveva una altezza molto bassa tanto che fu poi modificato non solo per problemi di umidità che ne ammalorava i muri ma anche perché era motivo di gioco dei bambini, una relazione cita: 
(archivio parrocchiale)
Fu quindi creato un isolamento della parte nel 1820. A sinistra della navata minore fu edificata una cappella intitolata a sant'Antonio, tutte queste modifiche hanno dato alla chiesa una conformazione piacevolmente movimentata.
La posa del fonte battesimale, del cimitero vicino alla chiesa e del tabernacolo per il Santissimo Sacramento erano conseguenti alla lontananza del territorio e dei fedeli alla chiesa di Ossana a cui dipendeva. Dalla visita pastorale del 1535 si rileva che la chiesa aveva quattro cappelle e oltre a un curato anche un suo cooperatore "quae habent propter distantiam omnia sacramenta et proprios curatos ... in villa Peiio capella Sancti Georgii ...".
La sagrestia fu aggiunta solo nel 1595. Per ottemperare a quando indicato nella visita pastorale del 1617 del suffraganeo del vescovo trentino Belli, tra il 1620 e il 1624, fu ampliata l'aula con l'aggiunta del presbiterio.
La curazia pur essendo autonoma, legalmente dipendeva dalla parrocchia di Ossana, solo nel 1914 gli abitanti di Peio rinunciarono alla nomina diretta del loro prete, primo passo necessario a diventare parrocchia. Il vescovo Celestino Endrici con atto n. 3006 il 4 novembre 1914 decretò "ut abhinc sic dicta curatia independens S. Georgii M. in loco Pellio paroecia eiusque pastor parochus appellentur". La prima guerra mondiale non permise che il decreto fosse reso pubblico, cosa che avvenne ufficialmente solo il 1 dicembre 1919, data in cui la chiesa di San Giorgio di Peio divenne parrocchia.

## Descrizione

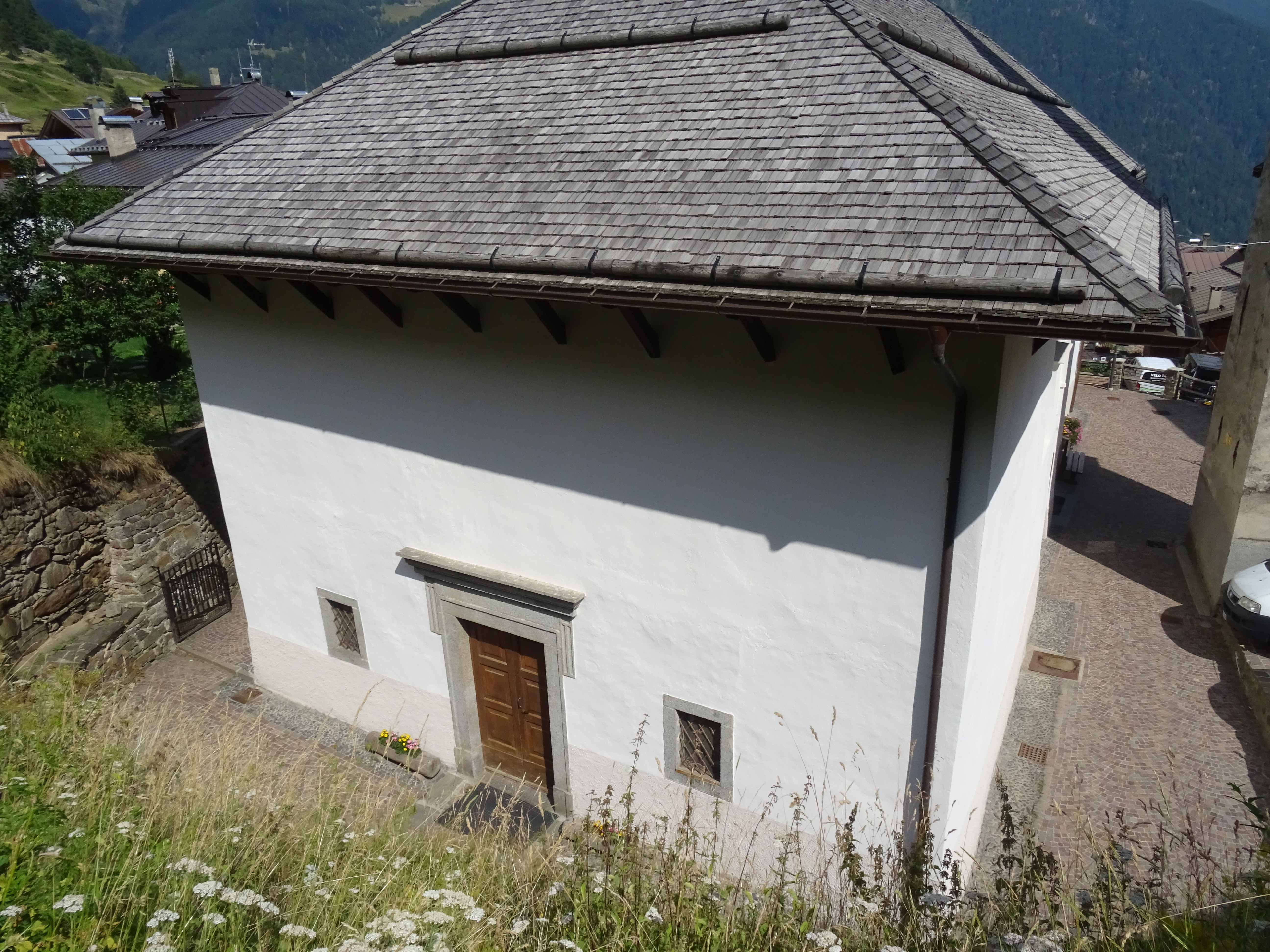
Facciata

La piccola chiesa si presenta con il classico orientamento ad est, con la facciata avente un'unica apertura architravata e due piccole finestre laterali. Le modifica apportate all'edificio nel tempo hanno conferito alla struttura poca regolarità ma una piacevole andatura movimentata. L'interno è a due navate separate da colonne di cui quella a sinistra di minore dimensioni. Ogni navata è composta da tre campate divise da lesene. La navata sinistra presenta tre finestre lunette che danno luce all'aula.
L'aula maggiore ha lateralmente la cappella anticamente di sant'Antonio illuminata da quattro finestre. Il presbiterio rialzato da due gradini è preceduto da un arco trionfale a sesto acuto. Lo spazio dell'abside presenta due bifore e un'apertura circolare.

L'edificio ha volte reticolare sulla navata maggiore,e a crociera nella navata sinistra e nella prima navata maggiore.

## Il campanile
Antonio fu Giacomo "de Menasu" da Como e Antonio fu Bartolomeo Vincenzi mastri muratori si accordano con Giacomo figlio di Tura "de Violis" e con Marino fu Antonio Monegatti, in qualità di regolani della comunità di Peio, per la realizzazione del campanile della chiesa dei Ss. Giorgio e Lazzaro in Peio.
Notaio: Martino da Peio»
(Originale da rogiti del notaio Martino redatto dal notaio Simone fu Giovanni Volpi da Ossana originale in latino)
La torre campanaria, edificata alla fine del XV secolo è posta lateralmente al fabbricato terminante con una cuspide a piramide e la cella campanaria con una grande apertura modificata nel 1859 con la rimozione delle bifore quattrocentesche. 

Il lato a nord del campanile presenta il grande affresco di San Cristoforo. Il santo è raffigurato con il Bambino che tiene il mondo tra le mani, sulla spalla, trattenuto per i piedi, inserito in una cornice che presenta la raffigurazione di sant'Agostino, sant'Ambrogio, nonché i blasoni delle famiglie Caldesio e Hinderbach, e le immagini raffiguranti il vizio e la virtù, chiaro prosieguo dell'affresco che era sulla parte superiore e quasi perduto che raffigurava l'immagine della Morte o forse di Saturno che tiene nella mano sinistra la clessidra del tempo e nella destra la falce. Gli affreschi sarebbero attribuibili ai fratelli bergamaschi Giovanni e Battista Baschenis. La cella campanaria ha quattro campane, tre furono requisite durante il primo conflitto mondiale, vennero quindi sostituite con altre nuove nel 1922 e con l'aggiunta di una quinta campana a opera della fonderia di Giuseppe Brighenti di Bologna.